# Якама

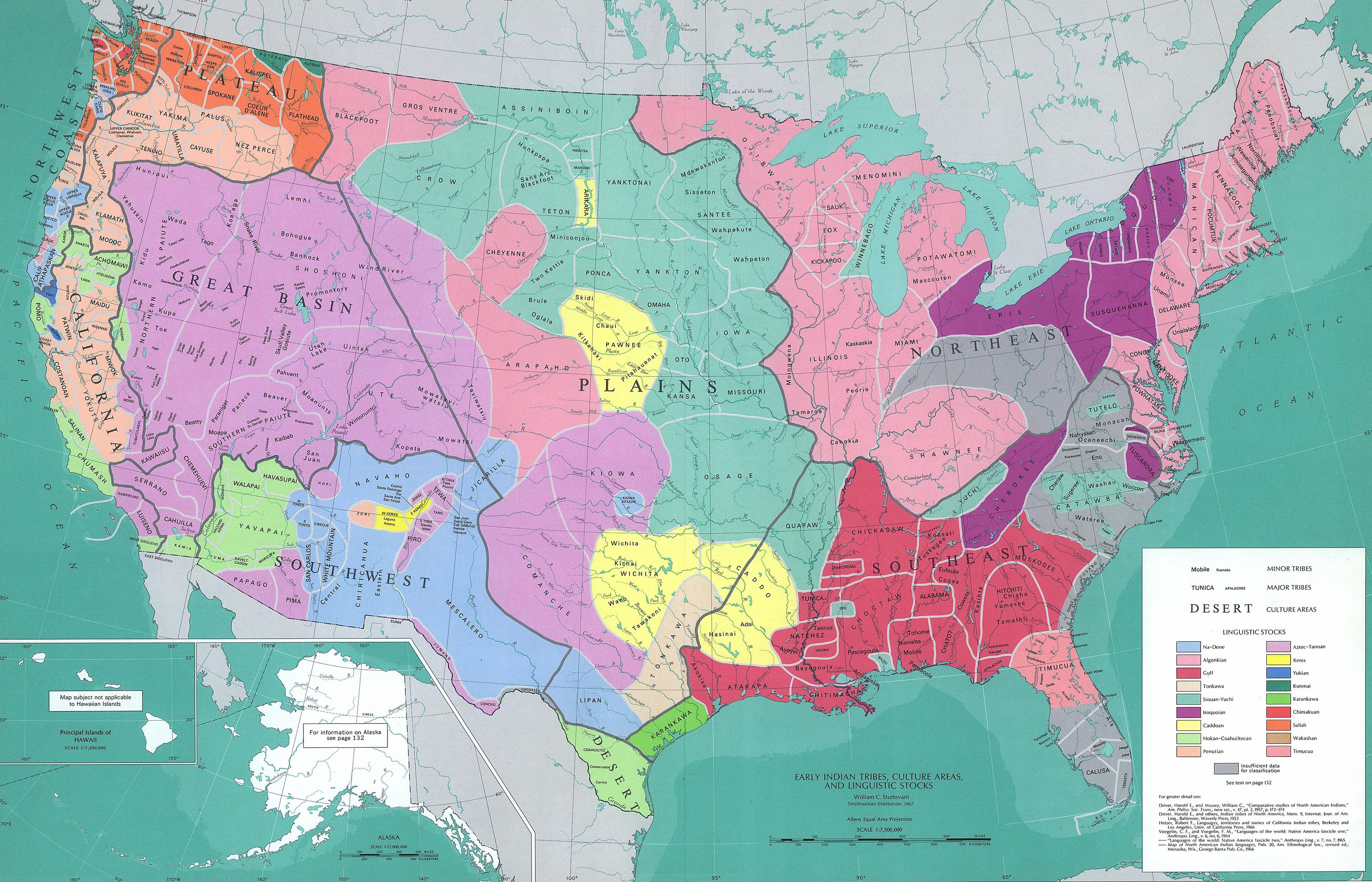
Доколоніальні США

Якама, Якіма, Конфедерація племен і груп нації Якама — корінний американський народ на півдні центрального Вашингтону. Чисельність — 10 тис. членів у штаті Вашингтон, 10,8 тис. осіб за переписом 2000 року. Мають резервацію вздовж річки Якіма площею 5260 км². Влада — Племінна Рада, що має 14 представників від племен і груп.
Вільно промишляють на лосося, що закріплено постановою суду.
За мовою відносяться до Шахаптинської групи Пінутійських мов.